# Loudéac
Loudéac är en kommun i departementet Côtes-d'Armor i regionen Bretagne i nordvästra Frankrike. Kommunen ligger i kantonen Loudéac som tillhör arrondissementet Saint-Brieuc. År 2022 hade Loudéac 9 875 invånare.

## Befolkningsutveckling
Antalet invånare i kommunen Loudéac
Referens:INSEE